# Standing at the Sky's Edge
Standing at the Sky's Edge è il sesto album in studio del musicista inglese Richard Hawley, pubblicato nel Regno Unito il 7 maggio 2012 e negli Stati Uniti il 28 agosto 2012. L'album è nettamente diverso dai precedenti sforzi di Hawley, spesso rinunciando a strumenti più morbidi. Come per tutti gli album precedenti di Hawley, il titolo si riferisce obliquamente a una posizione nella sua città natale di Sheffield, in questo caso a Skye Edge, una zona collinare con vista sul centro della città e precedentemente nota per le sue tenute piene di criminalità ma ampiamente riqualificata in metà degli anni 2000.
Il 12 settembre 2012 l'album è stato nominato per il Mercury Prize 2012, seconda nomination di Hawley dopo Coles Corner del 2005.

## Tema dell'album
Secondo Hawley l'album è stato scritto mentre portava il suo cane per le sue passeggiate quotidiane vicino alla sua casa nella periferia occidentale di Sheffield: "L'album era più o meno scritto in quelle passeggiate. Sarei tornato con intere canzoni, melodie e tutto il resto, sul mio cellulare." Hawley ha descritto "Standing at the Sky's Edge come" un album arrabbiato ... Volevo che la musica si adattasse all'umore delle canzoni". Proveniente da un passato socialista della classe operaia, Hawley non era d'accordo con molte delle politiche del Partito Conservatore che divenne il partito dominante nel governo di coalizione dopo le elezioni generali del 2010, dicendo "Penso di aver iniziato a scrivere quando sono entrati i Tories - ha influenzato molta della prima canzone che è stata "Down in the Woods". Stavano cercando di svendere la terra della foresta, e questo mi ha fatto davvero scandalizzare." In un'intervista al The Guardian, Hawley dichiarò:" Io don scrivo davvero canzoni politiche ma, come la maggior parte delle persone di mentalità corretta, sono arrabbiato con quello che sta succedendo qui in Gran Bretagna. Ha a che fare con l'avere dei bambini, in un certo senso, e vederli crescere e chiedersi a che tipo di casino li stiamo lasciando." Riferendosi al titolo dell'album, disse: "Sky Edge, è più una metafora ... siamo in bilico, politicamente e socialmente ... Suppongo sia giunto il momento di decidere quale lato della linea stia in piedi, e io starò sempre con la gente, sempre".
Hawley ha anche descritto la morte prematura e tragica nel febbraio 2010 del suo caro amico, il chitarrista di Sheffield Tim McCall, come il "catalizzatore di molte attività musicali" e la ragione del cambiamento nello stile musicale dell'album, dicendo "... il fatto che Tim sia scomparso ... è che mi ha fatto pensare che musicalmente ci sia qualcosa che ho lasciato da fare ... e ho pensato che non ho mai usato la chitarra come unico veicolo".
La traccia "The Wood Collier's Grave" è stata ispirata dalla pietra tombale del 17 ° secolo collier (bruciatore di carbone professionale) George Yardley, scoperto da Hawley in una delle sue passeggiate in campagna.

## Distribuzione e promozione
L'album è stato pubblicato nel Regno Unito come download digitale e su Parlophone Recordsì su CD e LP doppio apribile in vinile. Negli Stati Uniti l'album è stato reso disponibile in formato digitale il 12 giugno 2012, con un'uscita fisica su LP e CD su Mute Records il 28 agosto 2012.
Il primo singolo pubblicato dall'album è stato Leave Your Body Behind You, presentato in anteprima sul programma BBC Radio 6 Music della coppia Radcliffe & Maconie: una versione in vinile da 10", limitata a 750 copie, è stata pubblicata il 23 aprile 2012 per legare con Record Store Day nel Regno Unito, con la versione di download digitale del singolo che seguirà il 7 maggio, data di uscita dell'album. L'etichetta di Hawley Parlophone ha annunciato che sarebbero stati pubblicati altri tre singoli dell'album, anche su vinile da 10", come parte del "Richard Hawley Record Club". Il secondo singolo pubblicato dall'album è stato Down in the Woods il 15 luglio 2012, il terzo singolo Seek It è stato pubblicato il 30 settembre 2012 e il quarto e ultimo singolo Don't Stare at the Sun è stato pubblicato il 25 febbraio 2013. Poco dopo l'annuncio della data di uscita dell'album, Hawley ha annunciato il suo più grande concerto nel Regno Unito fino ad oggi alla Brixton Academy il 3 ottobre 2012.
Standing at the Sky's Edge ha debuttato al numero tre nella classifica degli album del Regno Unito con vendite di 16.070 album nella sua prima settimana, diventando l'album con la hit più alta di Hawley fino ad oggi.

## Recensioni ed accoglienza
Le recensioni critiche per l'album sono state generalmente molto positive. BBC Music ha dichiarato che "Dopo un decennio di ... gli stili di Roy Orbison di numerosi album acclamati dalla critica e, di recente, commercialmente di successo, la pop star più improbabile di Sheffield è tornata, e questa volta si sta scatenando ... Standing at the Sky's Edge è il suono di Hawley che si scioglie e diverte chiaramente ". Allmusic ha dichiarato: "I soggetti e i protagonisti di Hawley sono oppressi, rotti o quasi disperati, ma molto umani, e non sacrifica mai le persone per il gusto del suono. Impiegando una psichedelia (a volte gloriosa) hard-rock per esprimere la rabbia che sente come osserva i guadagni della storia duramente conquistati essere danneggiati e distrutti in modi sgradevoli, Hawley crea un ascolto essenziale." The Independent ha dichiarato che" Richard Hawley ha migliorato notevolmente il suo gioco nel suo primo album per Parlophone, lasciandosi alle spalle le sue urbane, stile new-retro dai toni rock per un'immersione nel sangue rock rock-psichedelico. È del tutto inaspettato e completamente vincente."

## Tracce
1. She Brings the Sunlight – 7:23
2. Standing at the Sky's Edge – 6:39
3. Time Will Bring You Winter – 5:26
4. Down in the Woods – 5:23
5. Seek It – 5:11
6. Don't Stare at the Sun – 5:46
7. The Wood Collier's Grave – 3:07
8. Leave Your Body Behind You – 5:19
9. Before – 6:13